# Jean-Bertin Nadonye Ndongo

Bischofswappen von Jean-Bertin Nadonye Ndongo

Jean-Bertin Nadonye Ndongo OFMCap (* 24. März 1965 in Botuzu, Équateur, Demokratische Republik Kongo) ist ein kongolesischer Ordensgeistlicher und römisch-katholischer Bischof von Lolo.

## Leben
Jean-Bertin Nadonye Ndongo trat der Ordensgemeinschaft der Kapuziner bei, legte am 17. September 1992 die Ewige Profess ab und empfing am 2. August 1993 das Sakrament der Priesterweihe.
Papst Franziskus ernannte ihn am 29. Januar 2015 zum Bischof von Lolo. Die Bischofsweihe spendete ihm der Erzbischof von Mbandaka-Bikoro, Joseph Kumuondala Mbimba, am 12. April desselben Jahres. Mitkonsekratoren waren sein Amtsvorgänger Ferdinand Maemba Liwoke und der Bischof von Bokungu-Ikela, Fridolin Ambongo Besungu OFMCap.